# 소래역사관
소래역사관(蘇萊歷史館)은 소래의 역사와 문화를 보존하고자 설립된 인천광역시의 박물관이다.

## 역사
2012년 6월에 개관하여, 현재 인천광역시 남동구 도시관리공단에서 운영하고 있다.